# Гисларенго
Гисларенго (итал. Ghislarengo) је насеље у Италији у округу Верчели, региону Пијемонт.
Према процени из 2011. у насељу је живело 781 становника. Насеље се налази на надморској висини од 204 м.

## Становништво
| 1936. | 1951. | 1961. | 1971. | 1981. | 1991. | 2001. | 2011. |
| ----- | ----- | ----- | ----- | ----- | ----- | ----- | ----- |
| 1.035 | 979   | 878   | 918   | 820   | 793   | 833   | 899   |